# پارک میل ریور
پارک میل ریور (به انگلیسی: Mill river park) یک پارک تفریحی کانادایی است که در میل ریور در جزیره پرنس ادوارد قرار دارد.
این پارک تفریحی شامل استخر شنا، قایق‌های ضربه گیر، کشتی دزد دریایی، سرسره آبی، استخر شنای کودکان و بسیاری جاذبه‌های دیگر می‌شود.
این پارک توسط سیستم پارک‌های استانی اداره می‌شود.